# 1777
| 1777               |
| ------------------ |
| Dødsfald - Fødsler |
| • Begivenheder     |

| Gregoriansk kalender | 1777 MDCCLXXVII         |
| Ab urbe condita      | 2530                    |
| Armensk kalender     | 1226 ԹՎ ՌՄԻԶ            |
| Kinesiske kalender   | 4473 – 4474 丙申 – 丁酉 |
| Etiopisk kalender    | 1769 – 1770             |
| Jødisk kalender      | 5537 – 5538             |
| Hindukalendere       |                         |
| - Vikram Samvat      | 1832 – 1833             |
| - Shaka Samvat       | 1699 – 1700             |
| - Kali Yuga          | 4878 – 4879             |
| Iransk kalender      | 1155 – 1156             |
| Islamisk kalender    | 1191 – 1192             |

Konge i Danmark: Christian 7. 1766 – 1808
Se også 1777 (tal)

## Begivenheder

### Januar
- 3. januar – Slaget ved Princeton. Den amerikanske general George Washington besejrede den britiske general Charles Cornwallis

### Juni
- 14. juni - den amerikanske kongres vedtager at gøre stjernebanneret Stars and Stripes til USA's officielle flag

### August
- 6. august - Slaget ved Oriskany

### September
- 11. september – General Howes engelske tropper slår George Washingtons amerikanske tropper i slaget ved Brandywine Creek under den amerikanske uafhængighedskrig

### Oktober
- 6. oktober - skuespilleren Michael Rosing debuterer i stykket Zaïre af Voltaire
- 7. oktober - I USA's uafhængighedskrig (startet to år tidligere), lider England ved Saratoga det afgørende nederlag til de 13 kolonier - krigen slutter dog først i 1783. Slaget ved Saratoga ændrer Frankrigs holdning, og franskmændene går ind på hemmeligt at støtte amerikanerne med penge og våben

### November
- 15. november - den amerikanske Kongres vedtager de såkaldte "Konføderationsartikler" om en evig union under navnet "The United States of America". Uafhængighedskrigen mod England raser dog stadig

### December
- 24. december - Kiritimati, også kendt som Christmas Island, opdages af James Cook

## Født
- 14. august – Hans Christian Ørsted
- 23. december – tsar Alexander 1. af Rusland